# Macropharyngodon marisrubri
Macropharyngodon marisrubri là một loài cá biển thuộc chi Macropharyngodon trong họ Cá bàng chài. Loài này được mô tả lần đầu tiên vào năm 1978.

## Từ nguyên
Từ định danh marisrubri trong tiếng Latinh có nghĩa là "biển có màu đỏ" (maris: "biển" + rubrus: "đỏ"), hàm ý đề cập đến phạm vi phân bố của loài cá này, Biển Đỏ.

## Phân loại
Trước đây, M. marisrubri được xem là một phân loài của Macropharyngodon bipartitus với danh pháp là Macropharyngodon bipartitus marisrubri dựa trên kiểu màu của cá đực. Tuy nhiên, mẫu gốc của M. marisrubri khi đó là một cá thể đực chưa phát triển đầy đủ (vẫn còn các vệt đốm đen thay vì các dải sọc, và vẫn còn giữ lại màu cam của cá cái). Năm 2013, M. bipartitus marisrubri chính thức được công nhận là một loài hợp lệ, với danh pháp là M. marisrubri.

## Phạm vi phân bố và môi trường sống
M. marisrubri là một loài đặc hữu của Biển Đỏ, và được ghi nhận chủ yếu ở vịnh Aqaba. M. marisrubri được ghi nhận ở độ sâu trong khoảng từ 4 đến 16 m.

## Mô tả
M. marisrubri có chiều dài cơ thể tối đa được ghi nhận là 9,5 cm. Cá cái của M. marisrubri và M. bipartitus giống nhau về kiểu màu: màu đỏ cam lốm đốm các vệt trắng; đầu màu vàng với một mảng màu đen trên bụng và ngực. Kiểu màu của cá đực có sự khác biệt giữa hai loài, đó là M. bipartitus có hai vệt màu nhạt ở thân sau (nằm bên dưới vây lưng sau và trên cuống đuôi), trong khi những vệt này không có hoặc khá nhỏ ở M. marisrubri. Không những thế, cá cái và cá đực của M. marisrubri có phần gai vây lưng nhô cao hơn so với của M. bipartitus (vây lưng của M. bipartitus phẳng hơn).
Số gai ở vây lưng: 9; Số tia vây ở vây lưng: 11; Số gai ở vây hậu môn: 3; Số tia vây ở vây hậu môn: 11; Số tia vây ở vây ngực: 12; Số gai ở vây bụng: 1; Số tia vây ở vây bụng: 5.

### Trích dẫn
- J. E. Randall (2013). "Seven new species of labrid fishes (Coris, Iniistius, Macropharyngodon, Novaculops, and Pteragogus) from the Western Indian Ocean" (PDF). Journal of the Ocean Science Foundation. Quyển 7. tr. 1–43.